# Héctor Faubel

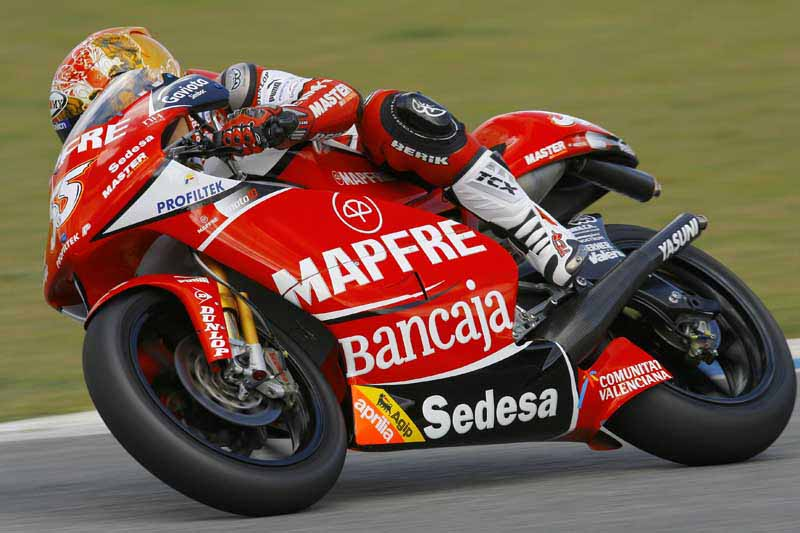
Faubel 2008.

Héctor Faubel, född den 10 augusti 1983 i Lliria i Valencia i Spanien, är en spansk roadracingförare som blev tvåa i 125GP under Roadracing-VM 2007. Han var aktiv i Grand Prix Roadracing i klasserna 125GP, 250GP, Moto2 och Moto3 från 2000 till 2012.

## Roadracingkarriär
Faubel har alltid lyckats bra i 125GP, där han så när vann VM-titeln 2007, efter en spektakulär säsong. 2008 körde han för Master Aspar Aprilia i 250GP. Där hade han det svårare, och han blev rätt rejält frånkörd av Álvaro Bautista redan från början. Efter en 14:e plats totalt i VM gick det bättre säsongen 2009. Första framgången kom i Frankrikes MotoGP 2009 där han blev tvåa och Fabel blev 9:a i VM. Den nya Moto2-klassen som 2010 ersatte 250GP var inget för Faubel som blev 26:a i VM. Han steg ner till 125GP säsongen 2011 där han körde en Aprilia för Aspar. Han vann Tysklands GP och tog tre tredjeplatser. Det gav en femteplats i VM. Så ersattes 125GP av Moto3 2012 och Faubel fortsatte hos Aspar men lyckades inte helt. Han blev 16:e i VM och tävlade inte vidare i någon VM-klass 2013.
Faubel tävlade ett år i Spanien innan han slutade och startade ett eget team, Fau55Racing.

## Karriärstatistik

### Andraplatser 250GP
| Nr | Grand Prix | År   |
| -- | ---------- | ---- |
| 1  | Frankrike  | 2009 |

| Nr | Grand Prix | År   |
| -- | ---------- | ---- |
| 1  | Turkiet    | 2006 |
| 2  | Valencia   | 2006 |
| 3  | Qatar      | 2007 |
| 4  | Italien    | 2007 |
| 5  | Tjeckien   | 2007 |
| 6  | Portugal   | 2007 |
| 7  | Valencia   | 2007 |
| 8  | Tyskland   | 2011 |

| Nr | Grand Prix | År   |
| -- | ---------- | ---- |
| 1  | Portugal   | 2005 |
| 2  | Holland    | 2005 |
| 3  | Katalonien | 2006 |
| 4  | Portugal   | 2006 |
| 5  | Kina       | 2007 |
| 6  | Holland    | 2007 |

| Nr | Grand Prix     | År   |
| -- | -------------- | ---- |
| 1  | Japan          | 2005 |
| 2  | Malaysia       | 2006 |
| 3  | Spanien        | 2007 |
| 4  | Storbritannien | 2007 |
| 5  | Tyskland       | 2007 |
| 6  | Japan          | 2007 |
| 7  | Australien     | 2007 |
| 8  | Malaysia       | 2007 |
| 9  | Storbritannien | 2011 |
| 10 | Japan          | 2011 |
| 11 | Valencia       | 2011 |